# Timur Rudosselski
Timur Jewgenjewitsch Rudosselski (russisch Тимур Евгеньевич Рудосельский; * 21. Dezember 1994) ist ein kasachischer Fußballspieler, der seit 2018 bei Hapoel Petach Tikwa in der Liga Leumit unter Vertrag steht.

## Karriere

### Verein
Rudosselski begann seine Karriere beim FK Qairat Almaty, wo er zunächst in der zweiten Mannschaft spielte. In der Saison 2013 wurde er im Spiel gegen Ordabassy Schymkent am 19. Oktober zum ersten Mal als Ersatzspieler in den Kader der Profi-Mannschaft Almatys berufen; er kam jedoch nicht zum Einsatz. In der folgenden Spielzeit hatte er insgesamt fünf Spieleinsätze, saß für Qairat den größten Teil der Saison aber als Ersatzspieler auf der Bank. Sein erstes Premjer-Liga-Spiel absolvierte Rudosselski dann in der Saison 2014 am 14. Spieltag beim 1:0-Heimsieg gegen Qaisar Qysylorda, als er in der 83. Minute für Artur Jedigarjan eingewechselt wurde.

### Nationalmannschaft
Sein internationales Debüt gab Rudosselski am 4. September 2014 im Qualifikationsspiel zur U-21-Europameisterschaft 2015 gegen Frankreich (1:5).